# Takifugu stictonotus
Takifugu stictonotus és una espècie de peix de la família dels tetraodòntids i de l'ordre dels tetraodontiformes. Adult, pot atènyer fins a 35 cm de longitud total.
És un peix marí i de clima temperat. Es troba a Àsia: des del sud de Hokkaido (el Japó) fins al mar de la Xina Oriental i el Mar Groc.
No es pot menjar, ja que és verinós per als humans.